# Tranvia Rimini-Riccione
La tranvia Rimini-Riccione, espansione extraurbana del servizio tranviario di Rimini, operò per circa un ventennio lungo la riviera romagnola; i suoi tram elettrici contribuirono in maniera significativa al rilancio in chiave turistica dell'area.

## Storia

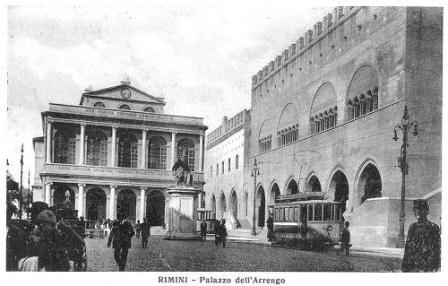
Rimini - piazza Cavour

La storia della tranvia di Rimini si intreccia con le complesse vicende politico economiche che caratterizzarono l'inizio del ventesimo secolo. Nel 1917 il consiglio comunale autorizzò il sindaco a stipulare con lo Stato una concessione per lo sfruttamento dell'area demaniale marittima - per un'estesa di circa 30 km - in chiave prettamente turistica, con cessione delle aree per lo sfruttamento da parte dell'iniziativa privata parte dello Stato. In cambio, gli oneri di urbanizzazione avrebbero portato alla costruzione di una linea tramviaria elettrica lungo la strada litoranea.
Il comune di Rimini assunse dunque la gestione del primo tronco da Rimini agli Ospizi Marini (piazza Tripoli) della progettata linea per Riccione, a vocazione prevalentemente balneare, alla sua inaugurazione, che avvenne il 1º luglio 1921; la linea era stata realizzata grazie a un mutuo di Lire 1.200.000 contratto presso la locale Cassa di Risparmio, in seguito elevato a Lire 1.300.000 per consentire il prolungamento fino a Riccione.

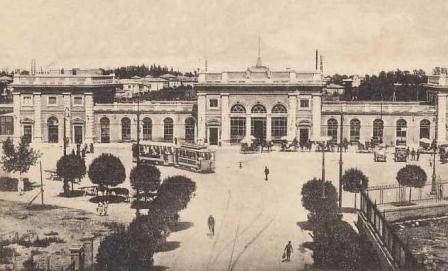
Rimini - Piazza della stazione

Circa due anni dopo, il 1º aprile 1923 la gestione venne affidata alla società RATE. La tratta verso la successiva frazione riminese, da Ospizi Marini a Miramare, fu attivata nel 1925.
Un nuovo cambio di gestione si ebbe il 1º aprile 1926, quando alla RATE subentrò la società "Tramvie Elettriche"; questa, sotto la direzione del Cavalier Augusto Cardelli, portarono a compimento la linea che il 27 giugno 1927 vide l'inaugurazione dell'ultima tratta fino a Riccione; il successo della linea fu tale che essa appariva nei manifesti pubblicitari dell'epoca quale "attrazione turistica" e in diversi saggi letterari la tranvia venne citata ("Dieci chilometri di superba via litoranea, servita da tram elettrici, congiungono Rimini a Riccione").
Il forte sviluppo turistico dell'area, che imponeva il potenziamento del servizio, e una politica favorevole all'espansione delle filovie promossa dal governo negli anni trenta, condussero a conferire l'incarico alla Compagnia Generale di Elettricità (CGE) di studiare la trasformazione della linea in filovia. In seguito a tale atto il servizio tranviario a Rimini fu mantenuto solo fino al 15 gennaio 1939; il luglio successivo fu attivata la filovia Rimini-Riccione.
Nel 1877 il precedente servizio di omnibus inaugurato nel 1844 venne sostituito da una linea di tram a cavalli fra il centro cittadino e il mare. Il servizio, a carattere stagionale, aveva origine in Piazza Cavour, presso il Palazzo dell'Arengo e percorreva le vie Gambalunga e Clodia, corso Giovanni XXIII e viale Principe Amedeo per arrivare al mare; la ferrovia, attivata nel 1861, veniva attraversata mediante un passaggio a livello. Nel 1913 la tranvia fu prolungata a Bellariva e il servizio divenne annuale. Nel 1926 i binari tranviari, elettrificati nel 1921 a cura del Tecnomasio Italiano Brown Boveri in occasione dell'inaugurazione della prima tratta della linea per Riccione, furono deviati nell'area urbana, così da servire meglio la stazione ferroviaria

## Caratteristiche tecniche
| Unknown route-map component "CONT2" | Unknown route-map component "STRc3" | Continuation backward |  |  |

| Unknown route-map component "STRc1" + Unknown route-map component "fSTR+r" + Transverse water | Unknown route-map component "WKRZq2+4u" | Unknown route-map component "hKRZWae" + Unknown route-map component "STRc3" |  |  |

| Unknown route-map component "fSTR2" | Unknown route-map component "fSTRc3" + Unknown route-map component "STRc1" | Unknown route-map component "ABZg+4" |  |  |

| Unknown route-map component "fSTRc1" | Unknown route-map component "uWHRFq" + Unknown route-map component "MASKl" + Unknown route-map component "fSTRl+4" + Unknown route-map component "ueDOCKaq" | Unknown route-map component "uWHRFq" + Unknown route-map component "lhMSTRae" + Straight track |  |  |

| Unknown route-map component "uexSTR+l" | Unknown route-map component "emKRZo" | Unknown route-map component "uexSTR+r" |

|  | Unknown route-map component "uexABZg+Ll" | Unknown route-map component "uexLSTRq" + Straight track | Unknown route-map component "uexLSTRq" + Unknown route-map component "uexSTRl" | Unknown route-map component "uexSTR+r" |

| Unknown route-map component "uexKSTRaq" + Unknown route-map component "uexKBHFa" | Unknown route-map component "uexABZgr" | Straight track |  | Unused straight waterway |

| Unknown route-map component "uexSTRl" | Unknown route-map component "exBLl+4" + Unknown route-map component "MASK-c4" + Unknown route-map component "uexBHFr" | Unknown route-map component "exBLeq" + Unknown route-map component "vKSTRa-" + Unknown route-map component "SHI1l" + Unknown route-map component "lvBHF" |  | Unused straight waterway |

|  |  | Unknown route-map component "vSTR" |  | Unknown route-map component "uexBHF" |

|  | Unknown route-map component "CONTgq" | Unknown route-map component "vSTRr-SHI1r" |  | Unused straight waterway |

|  |  | Straight track |  | Unknown route-map component "uexBHF" |

|  |  | Stop on track |  | Unknown route-map component "uexBHF" |

|  |  | Unknown route-map component "hKRZWae" | Transverse water | Unknown route-map component "uexhKRZWae" |

|  |  | Straight track | Unknown route-map component "uexKRW+l" | Unknown route-map component "uexKRWr" |

|  | Unknown route-map component "uWHRFq" + Unknown route-map component "lhMSTRae" + Straight track | Unknown route-map component "uWHRFq" + Unknown route-map component "lhMSTRae" + Unused straight waterway |

|  | Straight track | Unknown route-map component "uexKBHFe" |

| Station on track |

| Continuation forward |

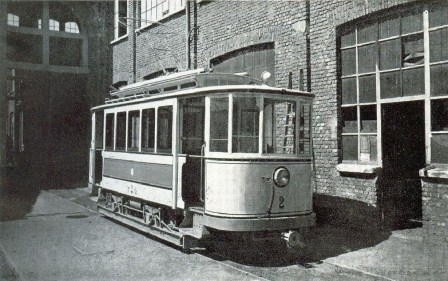
Rimini - Tram vettura 2

La linea, della lunghezza complessiva di 11 km, correva prevalentemente lungo il litorale, ai margini della spiaggia. Partita da piazza Cavour, le vetture lambivano la stazione ferroviaria per poi sottopassare la ferrovia Adriatica nelle adiacenze del ponte sul vecchio alveo del Marecchia, oggi Porto Canale, impegnando dunque viale Rodi.
Superato il viale dei Bagni, l'attuale viale Principe Amedeo, si raggiungeva la via Litoranea, gli attuali viali Amerigo Vespucci e Regina Elena, che veniva seguita per la maggior parte del percorso. Venivano servite con altrettante fermate le località Ospizi Marini e Miramare.
In prossimità di Riccione la linea effettuava una deviazione e, superato il porto canale, effettuava capolinea in Viale Ceccarini.

## Materiale rotabile
La dotazione della tranvia comprendeva 10 elettromotrici a 2 assi dotate di presa di corrente a lira, cui erano abbinati altrettanti rimorchi aperti del tipo "giardiniera", che andarono a sostituire i precedenti veicoli a trazione animale.
Motrici e rimorchiate furono costruiti in parte dalla Carminati e Toselli (con parte elettrica TIBB) e in parte dalla SIAMIC (con parte elettrica CGE).